# الإغاثة الشعبية الفرنسية
منظمة فرنسية لا ربحية اسست عام 1945. صنفت عام 2013 كثالث أكبر منظمة مجتمع مدني في فرنسا بعد الصليب الاحمر والإنقاذ الكاثوليكي وكانت قد بلغت ميزانيتها 314 مليون يورو.
أهم ما تناضل من اجله هذه المنظمة هو الفقر والتمييز بين الناس، في فرنسا في العالم. تعتمد في كثير من عملها على المتطوعين. من ضمن نشاطاتها تزويد المحتاجين بالطعام وبالملبس. تهدف إلى ان تجلب ناس من كل الآراء والاصول وتقربهم من بعضهم وتجعلهم يعيشون حياة تعاون وتآزر مع بعضهم البعض.
تقوم منظمة (الإغاثة الشعبية الفرنسية)، وفي فرنسا بالخصوص، بالتركيز بشكل خاص على ضحايا التمييز، حيث تسعفهم بالسكن، والطعام، والملابس، والإحالة إلى خدمات العناية الصحية. وتعمل المنظمة على ان يكون للناس فرصة متساوية في الحصول على السكن، والخدمات الصحية، والخدمات الثقافية والرياضية، وفرص العمل، مؤكدة على ان تساوي الفرص للناس هي مسألة كرامة شخصية.
تتعاون منظمة الإغاثة الشعبية الفرنسية مع عدد من المنظمات المتخصصة التي تستطيع تحديد الحاجات الدقيقة.

## تاريخ النشأة
نشأت منظمة الإغاثة الشعبية الفرنسية من منظمة اقدم اسمها (الإغاثة العالمية الحمراء Secours Rouge International) التي كانت قد اسست عام 1926 كمنظمة شبيهة بالهلال الاحمر، مع تركيز على المبادئ الشيوعية والمضادة للفاشية.
كان المفكرون الشيوعيون امثال هنري باربوس، ورومان رولاند يعملان مع المنظمة. ووقتها عملت المنظمة على الوصول للسجون وتفقدها.
في عام 1936 غيرت المنظمة اسمها إلى (الإغاثة الشعبية لفرنسا ومستعمراتها). ثم انحلت المنظمة عام 1939 طوال فترة الحرب في أوروبا، وقد توفي نصف العاملين في مكاتبها إما رمياً بالرصاص أو بسبب سوء الاوضاع ابان التهجير القسري.
بعد ان تحررت فرنسا عام 1944 اعادت المنظمة نشاطاتها موجه جهودها بالدرجة الأولى للاطفال ومساجين الحرب. واتخذت المنظمة اسمها الحالي عام 1945 وكان وقتها الاعضاء فيها لديهم تجارب شخصية في معسكرات التهجير، وفي السجون.